# ジュスティン・シャーマー
ジュスティン・シャーマー（Justin Schumer, 1988年8月2日 - ）はアメリカ合衆国テキサス州ヒューストン出身のプロ野球選手(投手)。右投右打。

## 経歴
2012年に、第3回WBC予選のイスラエル代表に選出された。